# Tim Judah
Tim Judah (ur. 1962 w Londynie) – brytyjski korespondent wojenny i pisarz.

## Życiorys
Ukończył studia na London School of Economics i na Fletcher School of Law and Diplomacy należącej do Tufts University. Na początku 1990 roku zamieszkał w Bukareszcie, gdzie założył sklep oraz relacjonował ówczesną sytuację polityczną dla „The Economist”. Rok później zamieszkał w Belgradzie, a w 1995 roku wrócił do Londynu. W 2003 roku przebywał w Iraku, gdzie korespondował działania wojenne toczące się w ramach II wojny w Zatoce Perskiej.
Jako korespondent wojenny relacjonował także wydarzenia mające miejsce między innymi w Abchazji, Afganistanie, Armenii, Górskim Karabachu, Gruzji, Haiti, Korei Północnej, Osetii Południowej i Sudanie. W 2009 roku został nominowany do British Sports Book Award.

## Książki
- In Wartime: Stories from Ukraine[5]
- Kosovo: War and Revenge[2]
- The Serbs: History, Myth and the Destruction of Yugoslavia (1997)[1]
- Bikila: Ethiopia's Barefoot Olympian (2008)[3]
- Kosovo: What Everyone Needs to Know (2008)[3]

## Życie prywatne
Jego ojciec miał pochodzenie iracko–żydowskie.